# کاروسل حوالی ۱۹۵۰
کاروسل حوالی ۱۹۵۰ (اسپانیایی: Tiovivo c. 1950‎) یک فیلم درام اسپانیایی به کارگردانی خوزه لوئیس گارسی است که در سال ۲۰۰۴ منتشر شد.

## تولید و فیلم‌برداری
کار فوق‌العاده تصویربرداری از رائول پرز کوبرو، با بهره‌گیری از منابع متعدد و باکیفیت، چه در نماهای کلی و چه در جزئیات، به چشم می‌آید. خیل پارروندو نیز، طبق معمول، در طراحی صحنه تحسین‌برانگیز ظاهر شده و مادریدِ سال ۱۹۵۰ را بازسازی کرده است. فیلمنامه که توسط خود کارگردان و اوراسیو بالکارسل نوشته شده، با هوشمندی و ریتمی مناسب در میان شخصیت‌ها حرکت می‌کند. کارگردانی از دقیق‌ترین آثار خوزه لوئیس گارسی است و ارزش بازبینی چندباره را دارد. گروه بازیگران اسپانیایی بسیار گسترده است؛ نقش‌آفرینی‌های کوتاهی که حال‌وهوای خاصی به فیلم می‌بخشند.

## بازیگران
- ماریا آدانس
- السا پاتاکی
- فرناندو فرنان گومز
- آگوستین گونسالس
- آنخل د آندرس لوپس
- آئورورا بائوتیستا
- فرناندو گی‌ین کوئربو
- آلفردو لاندا
- آندرس پاخارس
- ماریا کوستی
- کارلوس لارانیاگا
- لوئیسا مارتین
- ادواردو گومِـس
- میگل ریان
- تینا سائینس
- میگل آنخل سولا
- سرخیو پریس-منچتا